# Sogny-en-l’Angle
Sogny-en-l’Angle település Franciaországban, Marne megyében. Lakosainak száma 76 fő (2022. január 1.). Sogny-en-l’Angle Vanault-les-Dames, Val-de-Vière, Heiltz-le-Maurupt és Jussecourt-Minecourt községekkel határos.

## Népesség
A település népessége az elmúlt években az alábbi módon változott:
| Lakosok száma | 80   | 64   | 57   | 46   | 52   | 51   | 62   | 71   | 74   | 76   |
|               | 1968 | 1982 | 1990 | 2006 | 2013 | 2015 | 2017 | 2019 | 2020 | 2022 |